# Halit Furriku
Halit Furriku (ur. 26 kwietnia 1951 w Pukë, zm. w listopadzie 2008 w Meçe) – albański dyplomata i samorządowiec, burmistrz Pukë (1994–1997), ambasador Republiki Albanii w Rosji (2005–2006).

## Życiorys
Ukończył studia z zakresu rusycystyki na Uniwersytecie Tirańskim, następnie pracował jako nauczyciel. W latach 1993–1997 pełnił funkcję burmistrza Pukë.
W grudniu 2005 roku objął funkcję ambasadora Republiki Albanii w Rosji, pełnił ją do roku 2006.